# 福良港
福良港（日语：／）是位於日本淡路島南端、兵庫縣南淡路市的地方港口，由兵庫縣政府管理。

## 歷史
福良港是鳴門海峡附近的天然良港，大化2年（646年）福良和撫養間就開始終日通船了，明治年間有許多前往撫養港和阪神間的汽船。昭和40年（1956年）增加前往德島港的航船，但在翌年廢止。
在大鳴門橋開通以前是與德島縣鳴門市撫養港之間運行的鳴門渡輪所用之港，負擔著四国與阪神的交通運輸。昭和60年（1985年）因大鳴門橋開通，定期旅客航路廢止。現在停泊著觀賞鳴門漩渦的觀光船，主要用於旅遊業。此外也作為貨物港和漁港使用。
因為地理緣故，福良港可能會在南海地震遭到海嘯侵襲，因此正在討論建設可移動式防波堤的計劃。
。

## 觀潮船
包含四国一側龜浦港的小型遊覧船和福良港額400噸級大型遊覧船「咸臨丸」、「日本丸」。通常每艘大船一天只發六班，但在旺季可增加到12班。